# التعرج

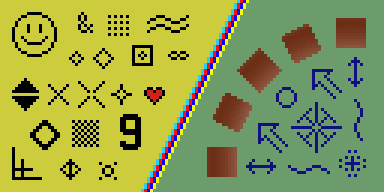
هذه الصورة مكبرة باستخدام أقرب الجار للاستكمال. وهكذا، أصبح «التعرج» بارزا على حواف الرموز.

التعرج يعتبر الاسم غير الرسمي للاجزاء الصناعيه في الرسومات النقطية، ودائماً ما يكون ناجم عن التعرج،  والذي بدوره قد ينتج غالباً عن تأثيرات الخلط غير الخطية التي تنتج مكونات عالية التردد، أو تصفية التشوهات المفقودة أو الضعيفة قبل أخذ العينات.
التعرج خطوط تشبه الدرج تظهر عندما تكون هناك خطوط أو منحنيات مستقيمة «ناعمة». فمثلاً، عندما يعبر خط مستقيم اسميًا غير مستعار عبر بكسل واحد إما أفقيًا أو رأسيًا، فانه يحدث «انعطاف» في منتصف الطريق عبر الخط، فعندها يتجاوز الحد من بكسل إلى آخر.
لا يمكن لك الخلط بين التعرج مع معظم الاجزاء الصناعيه المضغوطة، والتي هي ظاهرة مختلفة تماماً.

## الأسباب
يحدث التعرج بسبب «تأثير الدرج». وهو ان الخط الذي يتم تمثيله في وضع البيانات النقطية يقرب بواسطة تسلسل من البكسل. ومن الممكن ان يحدث التعرج لاسباب كثيرة، والشائع منها هو أن جهاز الإخراج (شاشة العرض أو الطابعة) لا يتوفر فيه دقة كافية لالتقاط خط سلس. واضف إلى ذلك، ان غالبًا ما يحدث التعرج عندما يتم تحويل صورة بت معين إلى دقة مختلفة. وتعد هذه إحدى المزايا التي تتمتع بها الرسومات الموجهة على الرسومات النقطية - والمخرجات تبدو نفسها بغض النظر عن دقة جهاز الإخراج.

## حلول
يمكن الحد من تأثير التعرج عن طريق استعمال تقنية رسومات تسمى التنعيم المكاني. ويعمل مضاد التعرج على تنعيم الخطوط المتعرجة عن طريق إحاطة التدرج بوحدات البكسل الشفافة لمحاكاة مظهر وحدات البكسل المليئة بشكل جزئي. ويمثل الجانب السلبي لمضاد التعرج في تقليل التباين - عوضاً عن الانتقالات الحادة بين الأسود / الأبيض، وايضاً يوجد ظلال من اللون الرمادي - وتكون الصورة الناتجة مشوشه. وتعتبر هذه مقايضة لا مفر منها: فإذا كانت الدقة غير قادرة على عرض التفاصيل المطلوبة، فيصبح الإخراج إما مسننًا أو غير واضح، أو كلاهما.
إضافةً إلى ذلك، فانه غالبًا ما يحدث التعرج عندما يتم تحويل صورة بت معينة إلى دقة مختلفة تماماً. ويمكن أن تحدث لاسباب عدة، والأكثر شيوعاً هو ان جهاز الاخراج (شاشة العرض أو الطابعة) لا يحتوي على دقة كافية لعرض أو تصوير خط متجانس.
في الوقت الحالي في شاشات الكمبيوتر، وتحديداً المخصصه للألعاب، فانه يتم استخدام مضاد التعرج لإزالة التعرج الناجم بواسطة حواف المضلعات والخطوط الأخرى بالكامل. وبعض منصات الالعاب، مثل اكس بوكس 360 وبلاي ستيشن 3 ، تحتوي على سياسات نشر تفرض استخدام مضاد التعرج في بعض من الألعاب التي تم إصدارها لها. ويوجد بعض شاشات الكمبيوتر في احدث ألعاب الفيديو لا تستخدم فيها مضاد التعرج على منصات ألعاب الفيديو (اكس بوكس 360 وبلاي ستيشن 3)، لأن هذه الاجهزة لا يمكنها تشغيل الرسومات بسلاسة (30 إطارًا في الثانية) إذا كانت مدعومه. وعلى منصات ألعاب الفيديو من الجيل الثامن، مثل بلاي ستيشن 4 واكس بوك ون، فقد تم تحسين الصقل ومعدل الإطارات بشكل كبير. وغالبًا ما يتم التعامل مع التعرج في الصور النقطية، مثل العفاريت والمواد السطحية، وذلك من خلال إجراء ترشيح نسيج منفصل، ويكون أداءها أسهل بكثير مقارنةً بـ التصفية المضادة للتعرجات. وقد أصبحت تصفية الملمس منتشرة في كل مكان على أجهزة الكمبيوتر بعد إدخال وحدة معالجة الرسومات فودو الخاصة بـ ثري دي اكس.

## استخدامات ملحوظة للمصطلح
في لعبة أتاري 8 بت انقاذ فركتولز! ، وهي من تطوير شركة لوكاس ارثز ونشرها في عام 1985، وتحتوي الرسومات التي تصور حجرة القيادة للمركبة الفضائية للاعب على دعامتين للنافذة، وبالطبع هي ليست مصقولة ولذلك فهي «متعرجة». فسخر المطورون من هذا وأطلقوا على الأعداء في اللعبة اسم «جاغي»، وكذلك أطلقوا على اللعبة في البداية اسم خلف خطوط جاغي! . وقد تم إلغاء الفكرة الأخيرة من قبل قسم التسويق قبل طرحها.

## انظر ايضاً
- رسوميات نقطية